# Huecahuasco
Huecahuasco es una localidad del estado mexicano de Morelos. Es parte del municipio de Ocuituco.

## Toponimia
El nombre «Huecahuasco» proviene de los términos en náhuatl: huecahuaztli, envejecer; co, locativo. Su significado es «Lugar de ancianos» o «Lugar antiguo».

## Demografía
| Gráfica de evolución demográfica |
|                                  |

| Censo | Población |
| ----- | --------- |
| 1900  | 270       |
| 1910  | 293       |
| 1921  | 276       |
| 1930  | 308       |
| 1940  | 360       |
| 1950  | 418       |
| 1960  | 514       |
| 1970  | 689       |
| 1980  | 983       |
| 1990  | 1271      |
| 2000  | 1,560     |
| 2010  | 1785      |
| 2020  | 2,081     |